# Anne Théron
Anne Théron, née le 2 novembre 1959 à Cambrai, est une artiste française à la fois auteure, metteure en scène et réalisatrice.
Dans ses créations, elle interroge le statut de la mise en scène et fabrique ce qu'elle appelle des objets, en collaboration avec des chorégraphes, créateurs son, lumière, vidéastes, plasticiens, etc.

## Œuvres

### Textes
Anne Théron commence par publier des romans : Figures : Essai sur un miroir et Les Plaisirs et les Corps  chez Buchet-Chastel, La Trahison de Frédégonde  chez Grasset, Faux Papiers chez Denoël.
Elle écrit également des pièces qu’elle va mettre en scène, telles que Le Pilier(2000), Antigone, Hors la Loi (2006), Amour/Variations (2008), et Ne me touchez pas (2015), publié aux Solitaires Intempestifs, ou encore récemment Celles qui me traversent  bien que cette dernière création soit principalement de la danse.

### Théâtre
Pour ses productions théâtrales, elle crée la compagnie Les Productions Merlin avec laquelle elle va signer toutes ses mises en scène.
En 1997, elle signe une première version de La Religieuse de Diderot au TNB de Rennes, qu’elle recrée entièrement en 2004, au Théâtre de la Commune d'Aubervilliers, avec Marie-Laure Crochant dans le rôle-titre. Puis, en 2000, elle crée Le Pilier au théâtre Gérard-Philipe de Saint-Denis. En 2001, après une semaine de réflexion et de recherches sur les écritures scéniques, elle signe une vidéo intitulée « Objet no 1 » réalisée au théâtre de l’Odéon autour de textes de Elfriede Jelinek et Jan Fabre. En 2006, Antigone, Hors la Loi, qu’elle écrit et met en scène, fait une tournée en France. Puis, en 2008, elle allie sa passion pour le cinéma et le théâtre en produisant Abattoir, avec la chorégraphe Claire Servant, d’après le scénario du documentaire Entrée du personnel de Manuela Frésil. Il est créé dans le cadre du Festival Court Toujours à Poitiers puis représenté dans diverses autres manifestations. La même année, elle écrit et met en scène Amour/Variations pour une tournée en France.
Durant la saison 2009/2010, elle crée Jackie, d'Elfriede Jelinek et Richard III, de Carmelo Bene. L’année suivante, elle met en scène Andromaque, de Racine ainsi qu’Un doux reniement de Christophe Pellet. En 2012, elle crée L’Argent' de Christophe Tarkos à la Gaité Lyrique à Paris, avec le comédien Stanislas Nordey et la danseuse Akiko Hasegawa - invité au Festival d'Avignon en juillet 2013.
Début 2013, elle met en scène Loin de Corpus Christi de Christophe Pellet, avec la 72e promotion de l’ENSATT à Lyon. S’ensuivra en 2014, la mise en scène de Contractions de Mike Bartlett, dans une traduction de Kelly Rivière, avec Julie Moulier et India Hair ; puis la création de Lucrèce Borgia de Victor Hugo avec les élèves de CEPIT du Conservatoire à rayonnement régional de Poitiers. En février 2015 elle met en scène Le Garçon Girafe de Christophe Pellet avec les élèves de seconde année au TNS, où elle est artiste associée depuis septembre 2014, sous la direction de Stanislas Nordey. En 2015, elle crée Ne me touchez pas, un texte dont elle est l’auteure, librement inspiré des Liaisons dangereuses, de Pierre Choderlos de Laclos, avec Marie-Laure Crochant, Julie Moulier et Laurent Sauvage.
Elle prépare pour mars 2017 Celles qui me traversent, une pièce chorégraphique avec les danseuses Akiko Hasegawa et Julie Coutant. Une version audio est alors enregistrée et diffusée sur France Culture, présentée comme une « rêverie radiophonique qui part de l'intime pour se déployer dans un bruissement de voix de femmes, et interroger le féminin ».
En 2018, elle questionne le statut de mère  dans sa mise en scène, entre cinéma et théâtre, d'À la trace , une pièce qu'elle a commandée à Alexandra Badea, créée au Théâtre national de Strasbourg et reprise au Théâtre national de la Colline, à Paris, avec Liza Blanchard, Judith Henry, Maryvonne Schiltz et Nathalie Richard, comédiennes au plateau, et   Yannick Choirat, Alex Descas, Wajdi Mouawad et Laurent Poitrenaux, acteurs des films. Elle crée également à l'école du TNS Meurtres de la princesse juive d'Armando Llamas. Puis Supervision de Sonia Chiambretto, avec Frédéric Fisbach, Julie Moreau et Adrien Serre.
En 2019, elle crée A la carabine de Pauline Peyrade, avec Melody Pini et Elphège Kongombé
En 2020, elle est invitée par le festival d'Avignon pour la création de Condor, une pièce de Frédéric Vossier, avec Mireille Herbsmeyer et Frédéric Leidgens. À la suite de l'annulation du festival, la pièce sera créée à la SN de Bayonne, avant une tournée en France.
En juillet 2022, elle crée Iphigénie de Tiago Rodrigues au festival d'Avignon, avec Alex Descas, Vincent Dissez, Joao Cravo Cardoso, Philippe Morier-Genou, Richard Sammut, Caroline Amaral, Fanny Avram, Mireille Herbsmeyer, Julie Moreau. Tournée en France et à l'international.

### Lectures/Performances
Son goût pour le texte l'amène à penser et à diriger plusieurs lectures : fin 2012 elle donne à entendre le texte de Kathy Acker, Don Quichotte : une lecture en 3 épisodes sur 3 samedis avec 3 comédiennes, à l’Espace 1789 de Saint-Ouen. En septembre 2013, elle dirige une lecture publique du Garçon Girafe de Christophe Pellet, au théâtre du Rond-Point, puis en novembre dans le cadre du Festival Paris en Toutes Lettres, une lecture-performance avec La Maison de la Poésie et Le Musée de la Chasse et de la nature à Paris, sur le texte d’Olivia Rosenthal Que font les rennes après Noël ?, avec trois comédiennes (Marie-Laure Crochant, Julie Moulier, Margaret Zénou), un taxidermiste (Jean-Louis Caro) et un vidéaste (Nicolas Comte).
En mai 2014, elle donne à entendre son texte Ne me touchez pas, librement inspiré des Liaisons Dangereuses, de Pierre Choderlos de Laclos, à Confluences - Paris 20e. Au printemps 2015 elle dirige une lecture de Europe Connexion d'Alexandra Badea avec les élèves de CEPIT du Conservatoire à Rayonnement Régional de Poitiers, puis au printemps 2016 Hymne de Lydie Salvayre avec les élèves de l'École du TNS. En novembre 2016 elle propose une lecture-projection de Bois Impériaux de Pauline Peyrade, avec Romain Darrieu, Alex Descas, Rémi Fortin, Maud Pougeoise, Adrien Serre et avec les photographies de Emmanuel Rioufol, à Théâtre Ouvert - Paris 18e puis au Théâtre national de Strasbourg.

### Cinéma
Anne Théron est également cinéaste. Elle a réalisé deux courts métrages (Visite du soir, espoir et Qui t’es, toi ?) ainsi qu’un moyen métrage (Elle grandit si vite, avec Marie Trintignant). En 2004, elle signe son premier long métrage, Ce qu’ils imaginent, avec Marie Trintignant, Aurélien Wiik, Didier Bezace, Julie Gayet, Marc Barbé, Aurore Clément, Peter Bonk, Anne Cantineau.
- 2004 : Ce qu'ils imaginent — scénario et réalisation
- 1999 : Elle grandit si vite (moyen métrage) — scénario et réalisation
- 1997 : Qui t'es toi ? (court métrage) — scénario et réalisation
- 1993 : Visite du soir, espoir (court métrage) — scénario et réalisation